# Scleropages formosus
La arowana o arawana asiática (Scleropages formosus) es una especie de pez osteoglosiforme perteneciente a la familia Osteoglossidae que presenta diversas variedades fenotípicas propias del sudeste asiático. Aunque muchos expertos sostienen que todas las variedades forman parte de una sola especie, Pouyaud, Sudarto y Teugels (2003) las clasifican como múltiples especies. Habita en ríos de aguas negras y cursos lentos que atraviesan pantanos y humedales boscosos. Los adultos cazan peces más pequeños, mientras que los alevines consumen insectos.
Esta especie posee un significado cultural especial en regiones con influencia de la cultura china; su nombre, «pez dragón», alude a su parecido con el dragón chino. Además, su atractivo estético y la creencia de que atrae buena suerte y prosperidad lo han convertido en un pez de acuario muy popular.

## Evolución
Como todos los miembros de Osteoglossidae, las arowanas asiáticas habitan en agua dulce y no sobreviven en el océano. Su distribución en las islas del sudeste asiático sugiere una separación temprana de otros osteoglósidos, anterior a la fragmentación completa de Pangea. La divergencia entre los ancestros de las arowanas asiáticas y sus parientes australianos ocurrió hace unos 140 millones de años, durante el Cretácico temprano. Esta separación tuvo lugar en el este de Gondwana, desde donde los ancestros asiáticos migraron hacia el subcontinente indio o pequeñas masas terrestres antes de llegar a Asia. La morfología similar entre las especies de Scleropages indica que los cambios evolutivos más significativos ocurrieron en épocas recientes.
En 1840, los naturalistas alemanes Salomon Müller y Hermann Schlegel describieron esta especie bajo el nombre Osteoglossum formosum. Más tarde, fue reubicada en el género Scleropages.
Se reconocen varias variedades de Scleropages formosus, cada una con colores específicos según su región geográfica. La arowana verde, la más común, habita en Indonesia, Vietnam, Birmania, Tailandia, Camboya y Malasia. La arowana plateada asiática, considerada parte de la variedad verde, incluye subvariedades como la «cola gris plateada» y la «cola amarilla plateada», presentes en diferentes zonas de Borneo. La dorada de cola roja se encuentra en Sumatra, mientras que la crossback dorada o azul malayo es originaria de Pahang y Bukit Merah, en Malasia. El rojo, también conocido como gran rojo o rojo sangre, habita en el río Kapuas y sus lagos cercanos, en el oeste de Borneo.

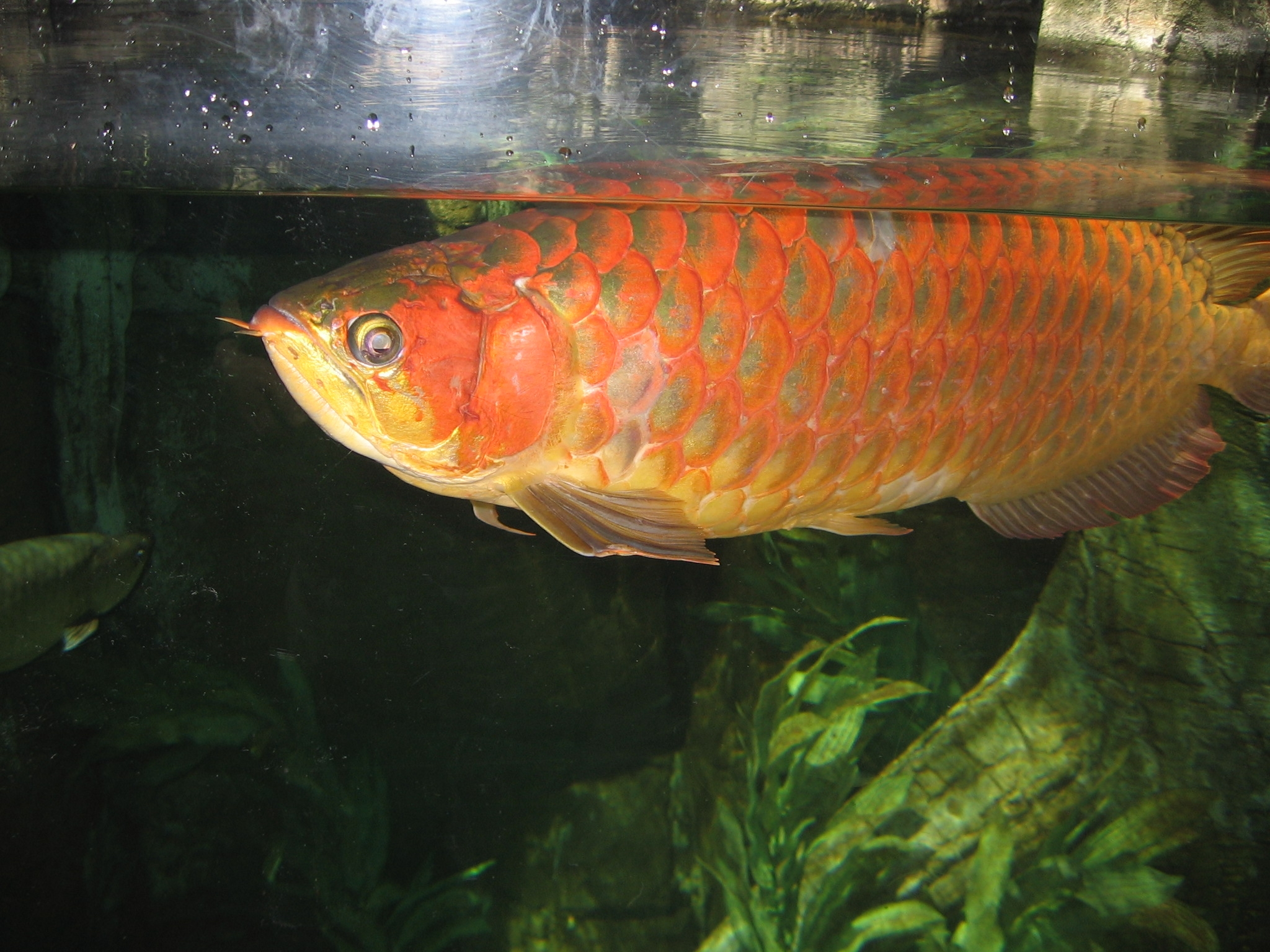
Arowana roja en exhibición en un acuario público.

Un estudio propuso dividir a Scleropages formosus en cuatro especies basándose en análisis morfométricos y genéticos: Scleropages formosus (arowana verde y crossback dorada), Scleropages macrocephalus (arowana asiática plateada), Scleropages aureus (arowana dorada de cola roja) y Scleropages legendrei (gran arowana roja). Sin embargo, esta propuesta generó controversia, ya que las pruebas presentadas no resultaron concluyentes para justificar la división. La especie sigue considerándose monotípica, con haplotipos estrechamente relacionados.

## Descripción

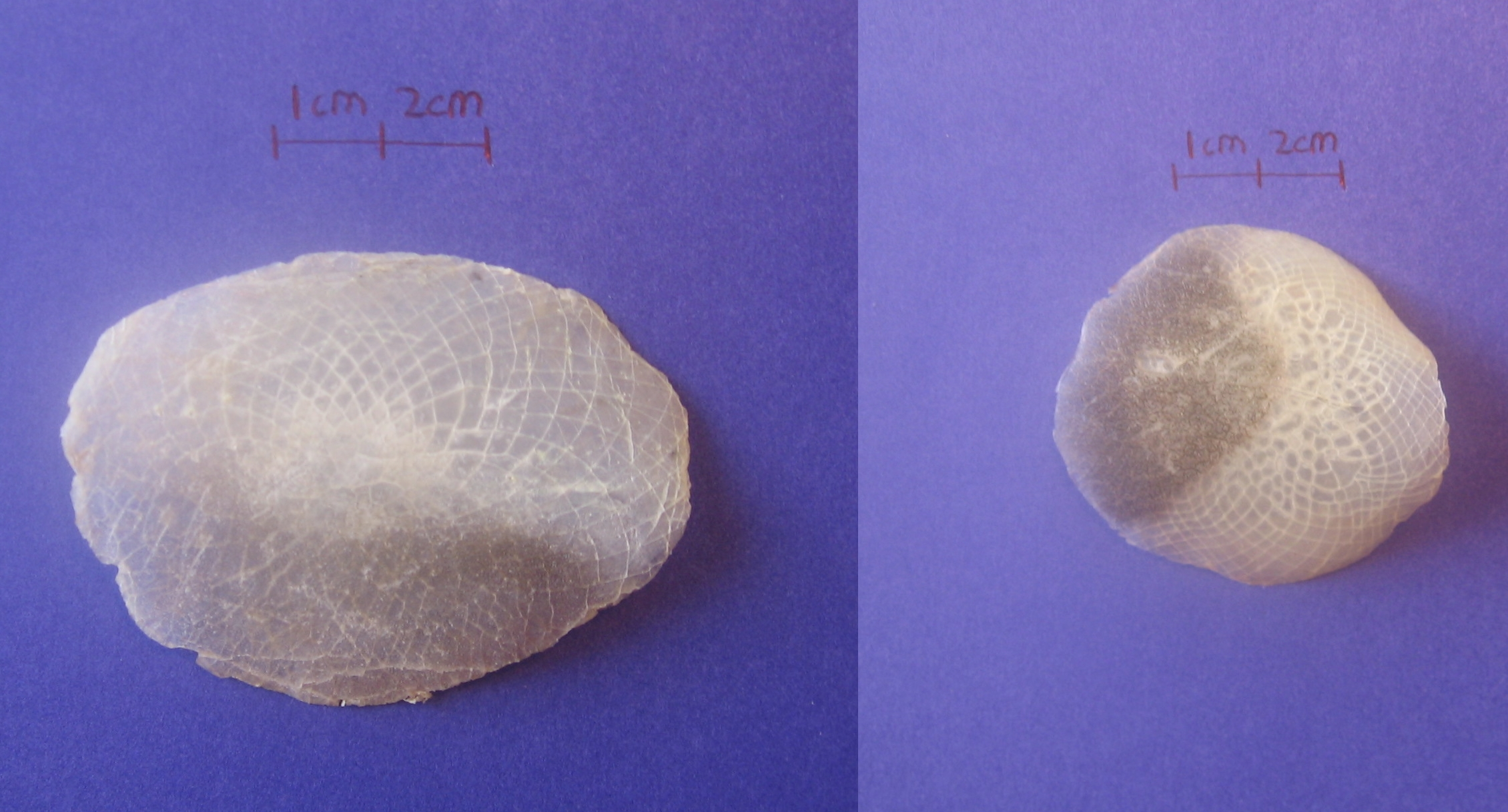
Las escamas de la arowana asiática destacan por su gran tamaño, con la mayoría superando los 2 cm de longitud, y su característico patrón en forma de red.

Las arowanas asiáticas alcanzan una longitud total de hasta 90 cm. Al igual que otros miembros de Scleropages, presentan un cuerpo alargado, aletas pectorales grandes y extendidas, aletas dorsales y anales ubicadas en la parte posterior del cuerpo, y una aleta caudal más grande que la de su pariente sudamericano, la arowana plateada. Su boca, oblicua y de amplia apertura, incluye dos barbillas en la punta de la mandíbula inferior.
Las escamas de estas arowanas, de gran tamaño y forma circular, exhiben en algunas variedades un color gris metálico con un patrón mosaico en relieve. Las escamas laterales se distribuyen en filas horizontales, numeradas desde la más ventral (primer nivel) hasta la más dorsal (quinto nivel), mientras que las escamas dorsales pertenecen al sexto nivel.
 

Se distinguen de sus congéneres australianos, Scleropages jardinii y Scleropages leichardti, por tener menos escamas en la línea lateral (21 a 26 frente a 32 a 36), aletas pectorales y pélvicas más largas, y un hocico más prominente. Las arowanas asiáticas plateadas de cola gris o amarilla presentan un dorso gris oscuro y costados plateados con anillos oscuros en las escamas laterales. El vientre es gris plateado o blanco. En los ejemplares de cola amarilla, las aletas son amarillentas con radios gris oscuro, mientras que en los de cola gris, las aletas muestran un tono gris oscuro uniforme.

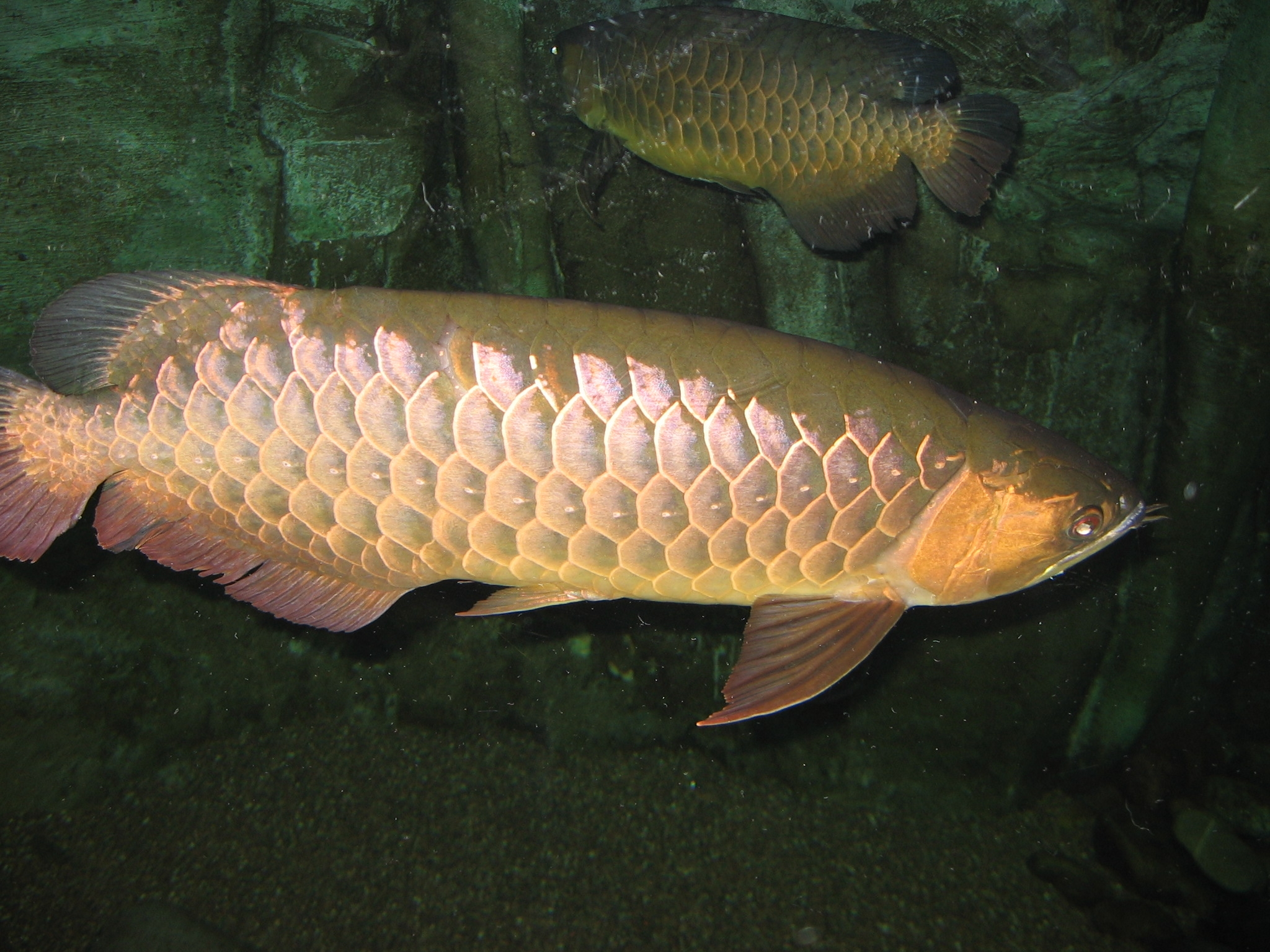
Arowana dorada de cola roja: presenta escamas doradas, mientras que las aletas anal y caudal exhiben un tono marrón rojizo.

## Biología

### Reproducción
A diferencia de la mayoría de los peces, alcanza la madurez sexual de forma tardía, completándola después de tres o cuatro años. No muestra signos evidentes de dimorfismo sexual. Las hembras producen entre treinta y cien huevos, de tamaño considerable. Una observación de una pareja en cautiverio reveló que el cortejo puede extenderse por varias semanas o meses. Durante esta etapa, ambos permanecen cerca de la superficie del agua, principalmente de noche. Los alevines eclosionan tras aproximadamente una semana y permanecen en la boca del macho durante siete u ocho semanas, tiempo necesario para consumir por completo el saco vitelino.

### Comportamiento
Habitan bajo la protección de raíces de Pandanus u otras estructuras subacuáticas, y se alimentan durante la noche. Son territoriales, especialmente los machos, frente a otros de su misma especie, lo que explica su observación en solitario o en pequeños grupos.

## Relación con los humanos

### En la cultura

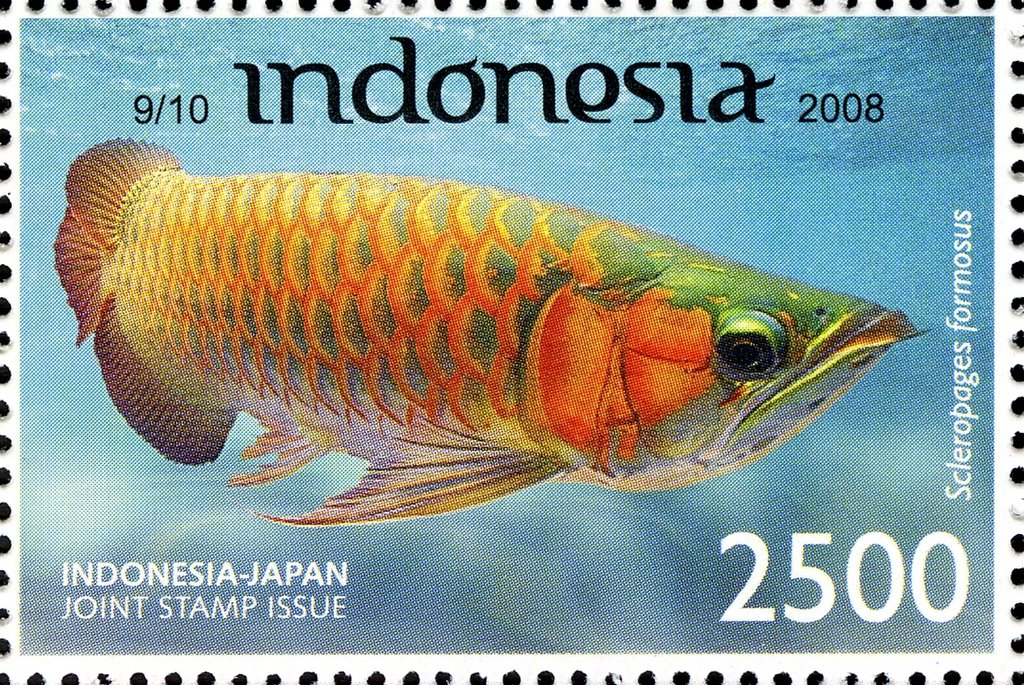
Estampilla de Indonesia con la ilustración de una arowana asiática.

Las arowanas asiáticas son consideradas símbolos de buena suerte y prosperidad, especialmente en la cultura asiática. Esta percepción proviene de su similitud con el dragón chino, un ícono de la mitología china. Sus grandes escamas metálicas, las barbillas dobles y las aletas pectorales les otorgan un aspecto que recuerda a «un dragón en pleno vuelo».
En la adivinación taoísta, el feng shui asocia positivamente el agua y los colores rojo y dorado, lo que convierte a estos peces en opciones populares para los acuarios. Una creencia sostiene que el agua, al acumular chi, es una fuente de energía yin que necesita un pez «favorable», como la arowana, para aportar energía yang y equilibrar el entorno. Otra tradición atribuye a la arowana la capacidad de salvar a su dueño de la muerte sacrificándose.
Es uno de los peces de acuario más caros del mundo, alcanzando precios de hasta 300 000 dólares por ejemplar. Su apariencia, especialmente en la variedad roja, y su inclusión en la lista de especies en peligro de extinción contribuyen a su elevado valor. La popularidad de estos peces ha llevado incluso a prácticas como cirugías estéticas para mejorar su apariencia.

### Cuidados en cautiverio

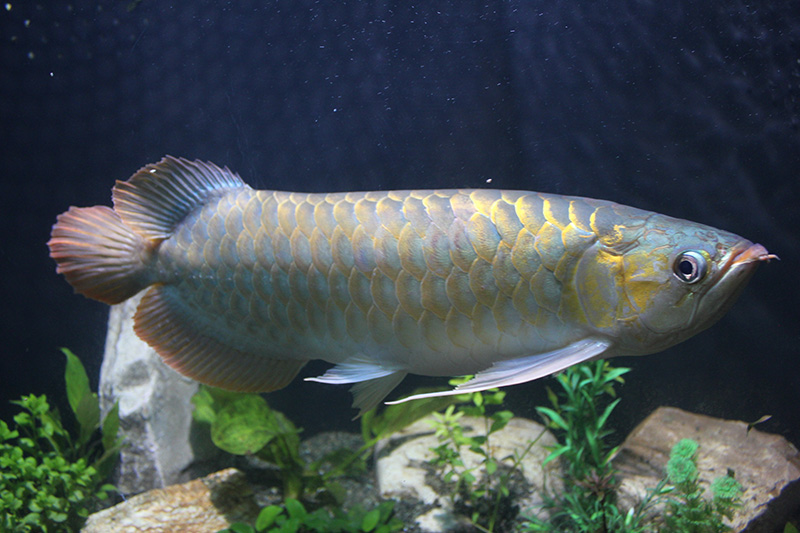
Arowana asiática alojada en el Instituto Nacional de Ecología de Corea del Sur.

Por su tamaño, que puede alcanzar los 90 cm, requieren acuarios grandes. Su comportamiento territorial permite la convivencia con otras especies de Scleropages únicamente en acuarios muy amplios y si tienen tamaños similares. Necesitan acuarios cubiertos para evitar que salten y escapen. El agua debe ser blanda, ligeramente ácida, estar bien filtrada y mantenerse entre 24 y 30 °C.
Como carnívoras, requieren una dieta de alta calidad basada en alimentos carnosos, como camarones y grillos. Se alimentan en la superficie, prefiriendo tomar el alimento en las capas superiores del agua. Entre las opciones de alimento vivo se incluyen escorpiones, ciempiés, gusanos de la harina, camarones, peces pequeños, ranas y lombrices de tierra. También aceptan alimentos preparados como camarones, alimentos congelados o en gránulos. En algunos casos, se utilizan alevines de koi para intensificar la coloración natural de estos peces.

## Estado de conservación

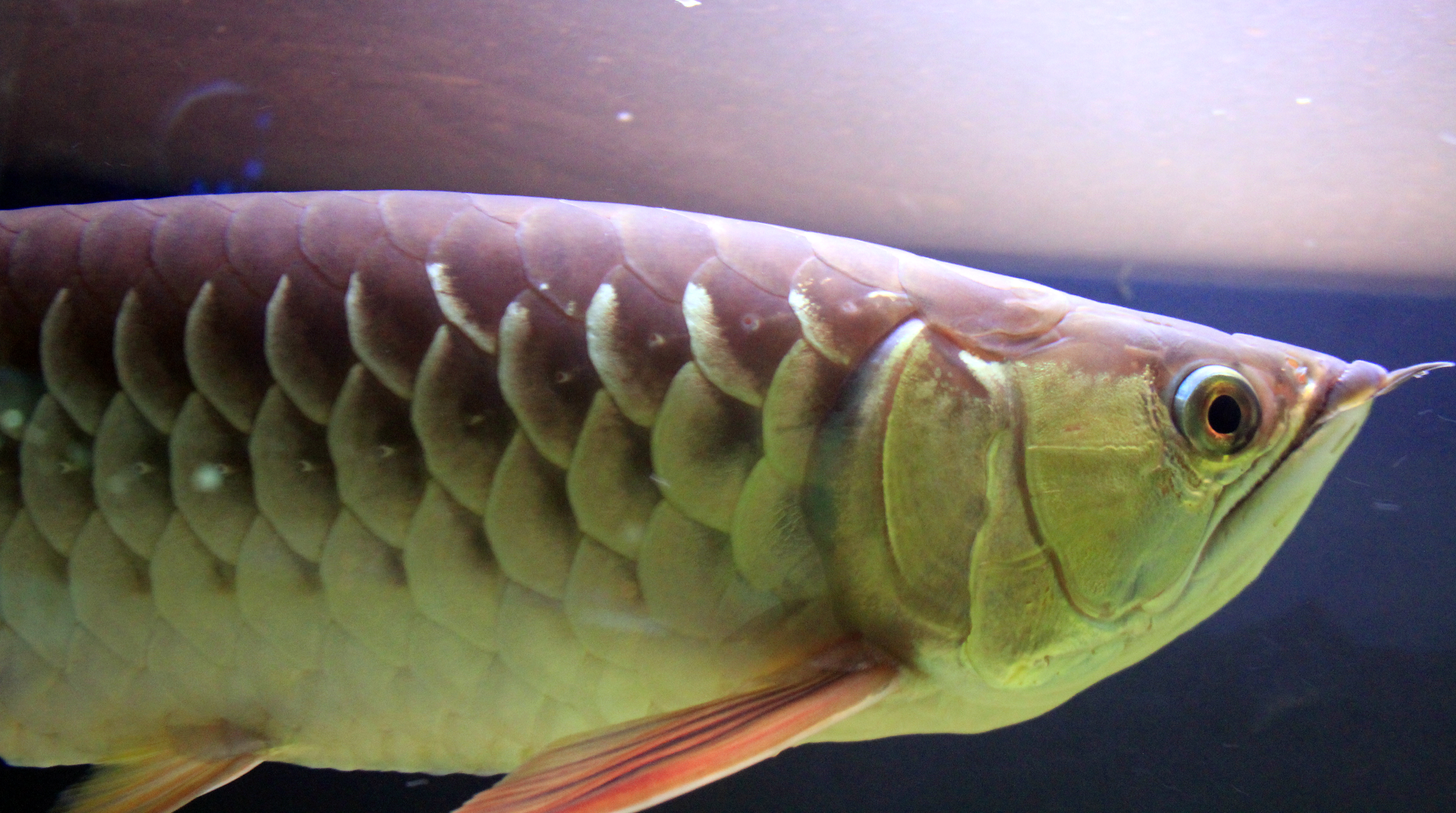
Arowana asiática exhibida en el acuario marino de Praga.

Las arowanas asiáticas figuran como especie en peligro de extinción en la Lista Roja de la UICN, cuya evaluación más reciente ocurrió en 2019. El comercio internacional de estos peces está regulado por la Convención sobre el Comercio Internacional de Especies Amenazadas de Flora y Fauna Silvestres (CITES), que las incluyó en el Apéndice I en 1975, siendo una de las ocho especies de peces incluidas en este nivel de protección. En algunos países, su posesión está restringida o prohibida. Por ejemplo, Estados Unidos las incluyó en la Ley de Especies en Peligro de Extinción, lo que impide su cría sin un permiso. En Florida y Nuevo México, la tenencia privada de esta especie está prohibida.
Desde 1989, la CITES permite el comercio de arowanas asiáticas bajo ciertos criterios, como la cría en cautiverio durante al menos dos generaciones. El primer criadero certificado surgió en Indonesia. En 1995, la Autoridad Agroalimentaria y Veterinaria de Singapur, junto con una piscifactoría local, lanzó un programa de cría en cautiverio. Este programa permitió que las arowanas certificadas legalmente comenzaran a comercializarse en 1994. Actualmente, más de 150 criaderos en Singapur, Malasia, Indonesia y otros países del sudeste asiático están registrados en la CITES. El mercado global de estas arowanas genera ingresos estimados en 200 millones de dólares estadounidenses anuales.
El comercio de arowanas certificadas se asegura mediante dos medidas. Los criaderos emiten un certificado de autenticidad y nacimiento para cada comprador, además de implantar un microchip en cada ejemplar que permite su identificación.
La reducción del hábitat representa otra amenaza grave. En la península malaya, donde antes eran comunes, ahora resultan escasas debido a la contaminación ambiental. Su inclusión en la Lista Roja de la UICN responde a factores prácticos más que biológicos. Aunque están ampliamente distribuidas en el sudeste asiático, la intensa captura por coleccionistas afecta su supervivencia. En 2023, un estudio reportó una invasión de plantaciones de palma aceitera en el Área de Conservación de Arowana dorada de cola roja, en Riau, lo que agrava las amenazas para su conservación en estado silvestre.